# Stadspark (Groningen)

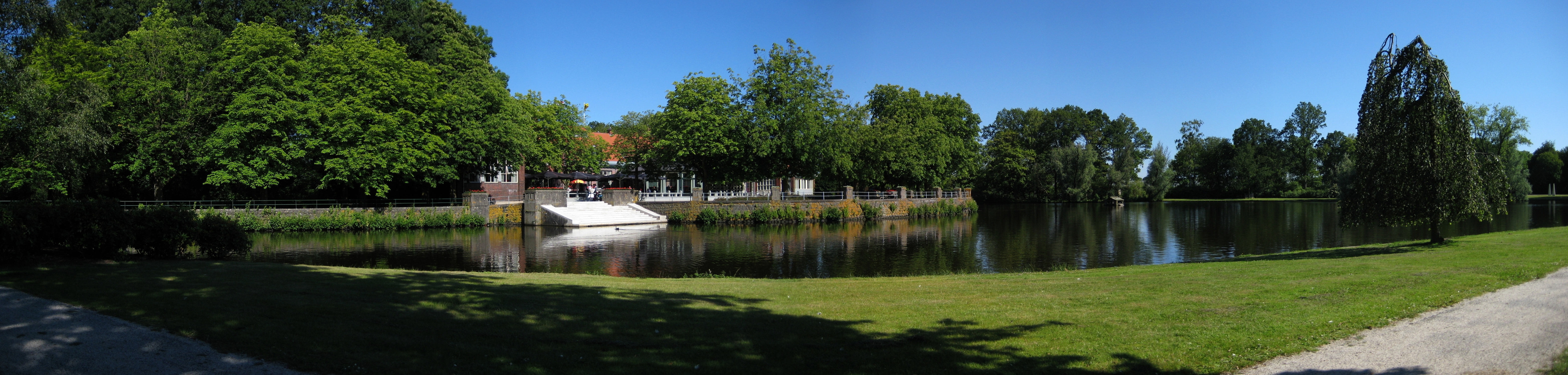
Vijver met Stadsparkpaviljoen (2009)

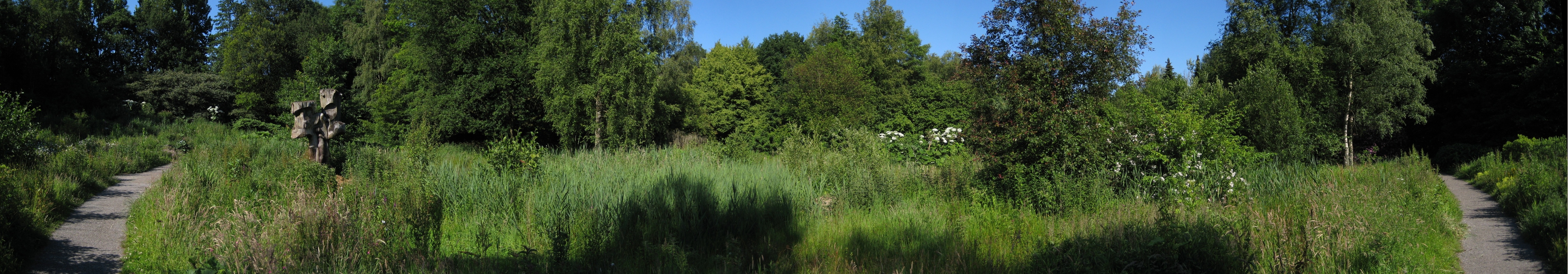
Ecologische Heemtuin (2009)

Het Stadspark in Groningen is een ongeveer 140 hectare groot park aan de zuidwestzijde van de stad in de Stadsparkwijk. Het is een gemeentelijk monument.

## Beschrijving
De aanleg van het park was een initiatief van de Groninger industrieel Jan Evert Scholten en was geïnspireerd op de ideeën van de City Beautiful-beweging. In 1909 richtte Scholten de Vereeniging Het Stadspark op met als doel geld in te zamelen voor een volkspark. De werkzaamheden begonnen in 1913. Het park werd ontworpen door de landschapsarchitect Leonard Springer, samen met de Groningse directeur van gemeentewerken J.A. Mulock Houwer. Veel aanlegwerkzaamheden in het park werden verricht door werklozen in het kader van de werkverschaffing. Op 19 mei 1926 vond de officiële opening plaats van het centraal in het park gelegen Stadsparkpaviljoen. Daarmee was de aanleg van het park, die dertien jaar had geduurd, voltooid. In 1931 werd als eerbetoon aan Scholten een monument geplaatst op een prominente plek aan de Concourslaan. In het park herinneren de Jan Evert Scholtenlaan en de Mulock Houwerlaan aan de initiatiefnemers.
Het Stadspark is aangelegd in een laaggelegen, drassig veengebied dat ter plaatse van de wandelgebieden is afgedekt met een laag klei en zand uit de gegraven vijver. Het is opgebouwd uit een aantal onderdelen. Bij de ingang, aan de Paterswoldseweg ligt een Arboretum. Door de aanleg van de Westelijke ringweg is dit deel gescheiden van het hoofddeel van het park. In dat hoofddeel ligt (ter vervanging van de vroegere drafbaan aan de Korreweg) de drafbaan van Groningen waar tot augustus 2021 regelmatig paardenraces werden gehouden. Het werd daarnaast gebruikt voor allerlei evenementen, zoals festiviteiten ter gelegenheid van Gronings Ontzet. Ook vonden hier grote popevenementen plaats waaronder optredens van de Rolling Stones en Tina Turner. Vanaf augustus 2021 wordt de drafbaan niet meer gebruikt voor paardenkoersen omdat de gemeente besloot om het alleen nog voor evenementen te gebruiken. De drafbaan is daarna van asfalt voorzien.
Ten westen van de drafbaan ligt aan de rand van de vijver het paviljoen uit 1926. Het is ontworpen door Mulock Houwer, nadat bij een uitgeschreven prijsvraag geen bruikbare ontwerpen binnenkwamen. Ten noorden van de drafbaan bevindt zich een kinderboerderij.
Het derde deel van het park werd gevormd door de ijsbaan. Tot 1970 was dat een natuurijsbaan, waar onder andere in 1905 het WK allround werd verreden.  In december 1970 werd de oude natuurijsbaan vervangen door een kunstijsbaan. Deze is in 1993 gesloten na de opening van een nieuwe baan in Kardinge. Aan de rand van het park, tegen de Zuidelijke Ringweg aan, liggen nog een aantal sportvelden en een atletiekbaan. Aan de westkant wordt het park afgesloten door Camping Stadspark en een volkstuincomplex. 
Tijdens de bevrijding van Groningen in april 1945 had de Duitse bezetter in het Stadspark sterke verdedigingswerken ingericht, waardoor de opmars van het Canadese leger werd bemoeilijkt. 

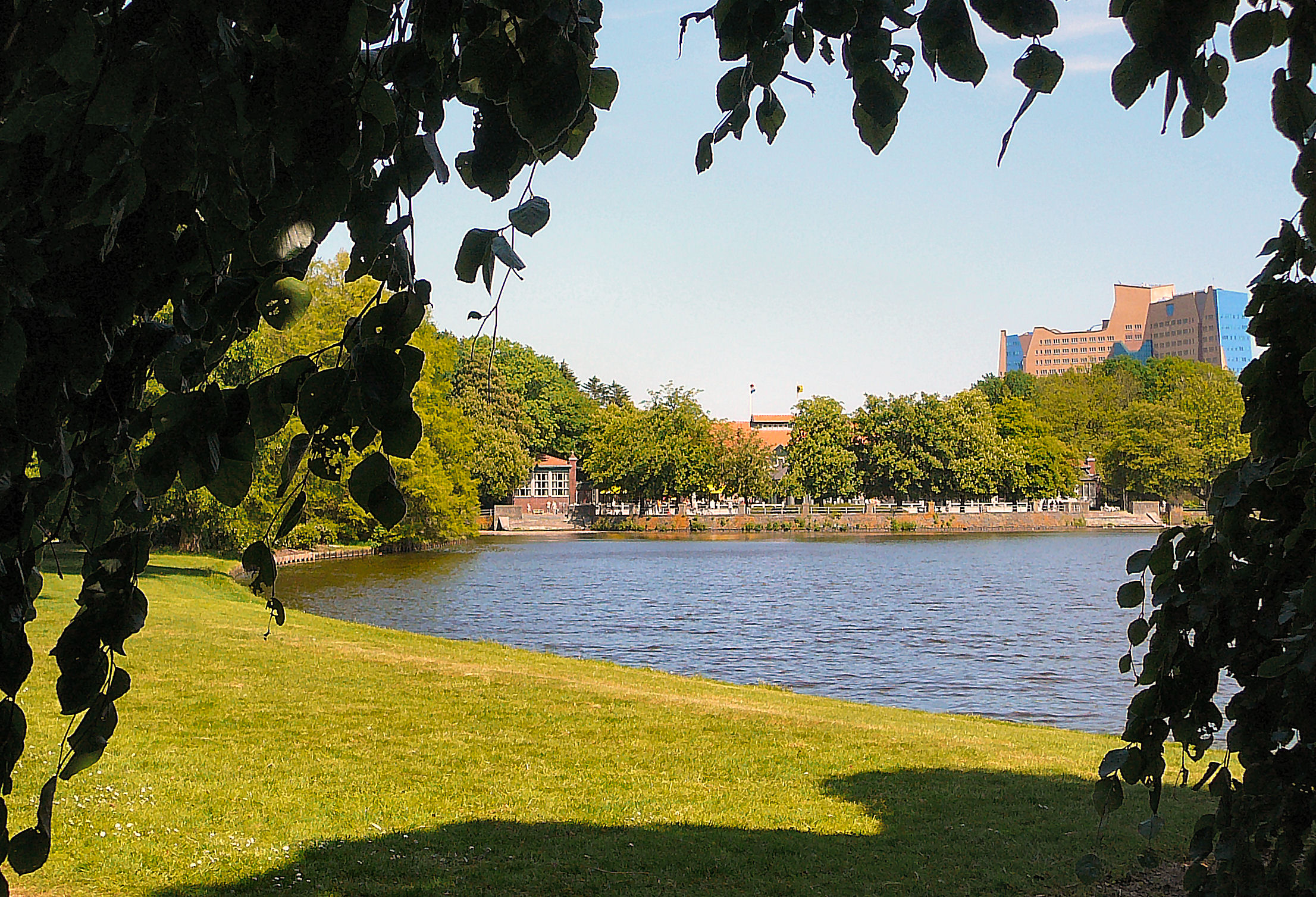
Doorkijkje in het Stadspark, met o.a. het Stadsparkpaviljoen (2008)
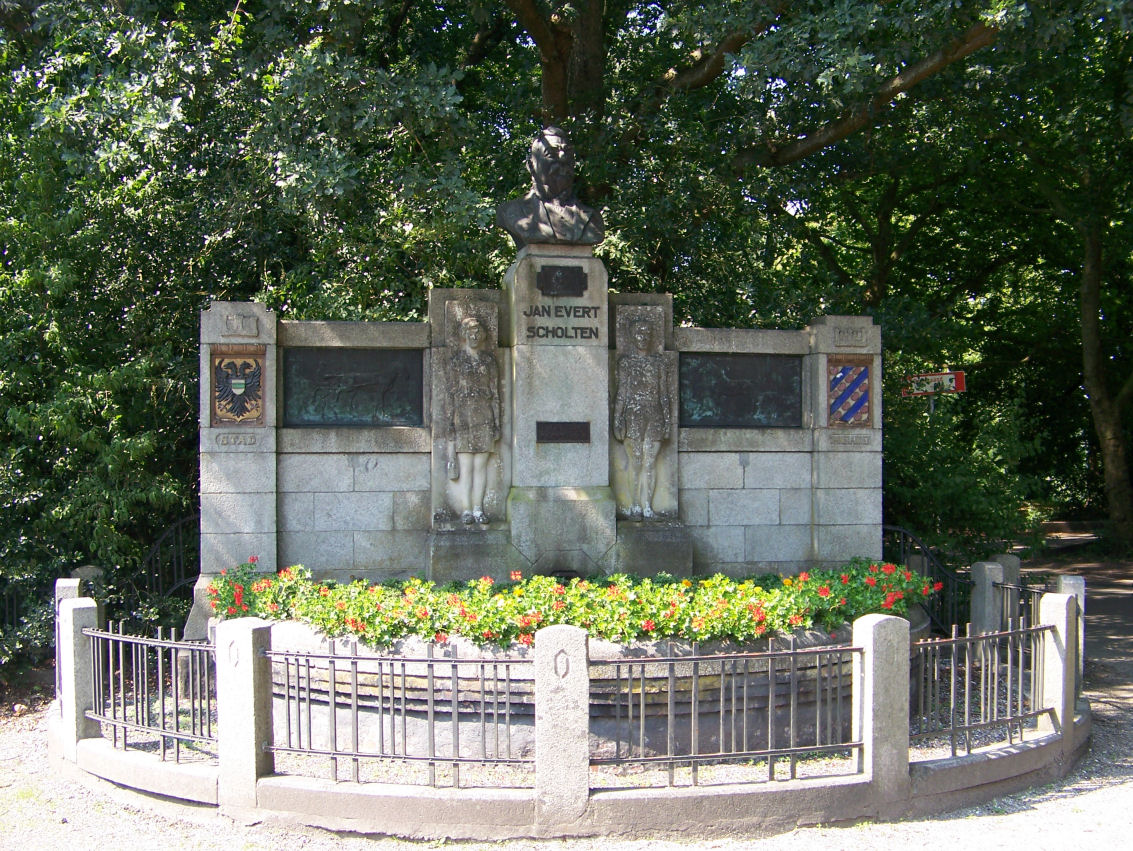
Het monument voor Jan Evert Scholten in het Stadspark (2008)
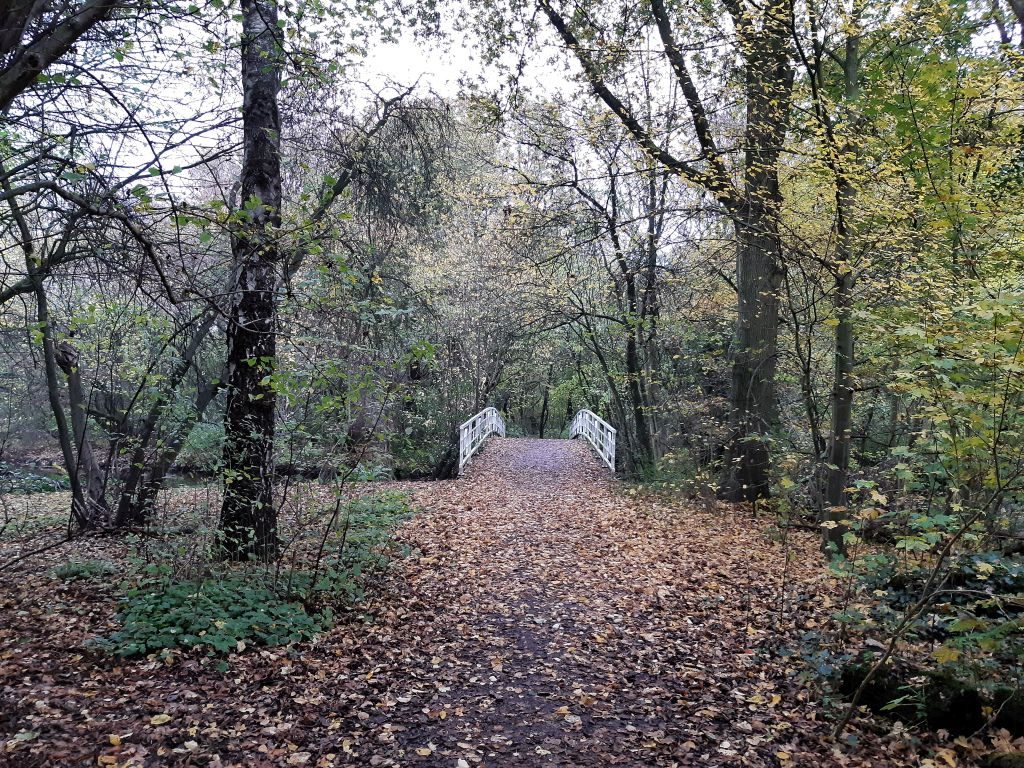
Het Stadspark, herfst 2021

## Kunst in het park
Naast het monument voor Scholten staan er verspreid door het park negen kunstwerken. Het oudste kunstwerk is van Emmanuel Colinet en was in 1883 vervaardigd in opdracht van de vader van J.E. Scholten, W.A. Scholten. Het werd bij de opening van het park door de toenmalige eigenaar aan het park geschonken. 

### Overzicht
| Geplaatst | Omschrijving                  | Kunstenaar       | Materiaal   | Foto |
| --------- | ----------------------------- | ---------------- | ----------- | ---- |
| 1930      | Michaël die de draak verslaat | Emmanuel Colinet | brons       |      |
| 1960      | zonder titel                  | Thees Meesters   | brons       |      |
| 1961      | zonder titel                  | M. Brinkgreve    | cement      |      |
| 1965      | zonder titel                  | L. Heydelberger  | metaal      |      |
| 1977      | Natuurlijk evenwicht          | Jef Depassé      | eikenhout   |      |
| 1984      | Drie wiggen                   | Fred Mennens     | polyester   |      |
| 1984      | Kringloop                     | René de Boer     | Cortenstaal |      |
| 1984      | Verschoven kubusdelen         | Jurrie Roossien  | beton       |      |
| 1996      | Phyllotaxis                   | Sjoerd Buisman   | brons       |      |

## Concerten in het park
| Datum            | Artiest                    | Tournee                    | Publiek |
| ---------------- | -------------------------- | -------------------------- | ------- |
| 2 juni 1999      | The Rolling Stones         | Bridges to Babylon         | 75.000  |
| 18 juli 2000     | Tina Turner                | Twenty Four Seven Tour     | 65.000  |
| 22 juni 2019     | Sting                      | My Songs Tour              |         |
| 22 juni 2022     | Green Day                  | Hella Mega Tour            | 35.000  |
| 23 juni 2022     | Guns N' Roses              | We're F'N' Back! Tour      | 52.140  |
| 6 en 7 juli 2023 | Rammstein                  | European Stadium Tour 2023 | 110.000 |
| 1 juli 2025      | Neil Young en Van Morrison |                            | 25.000  |